# Oz Clarke

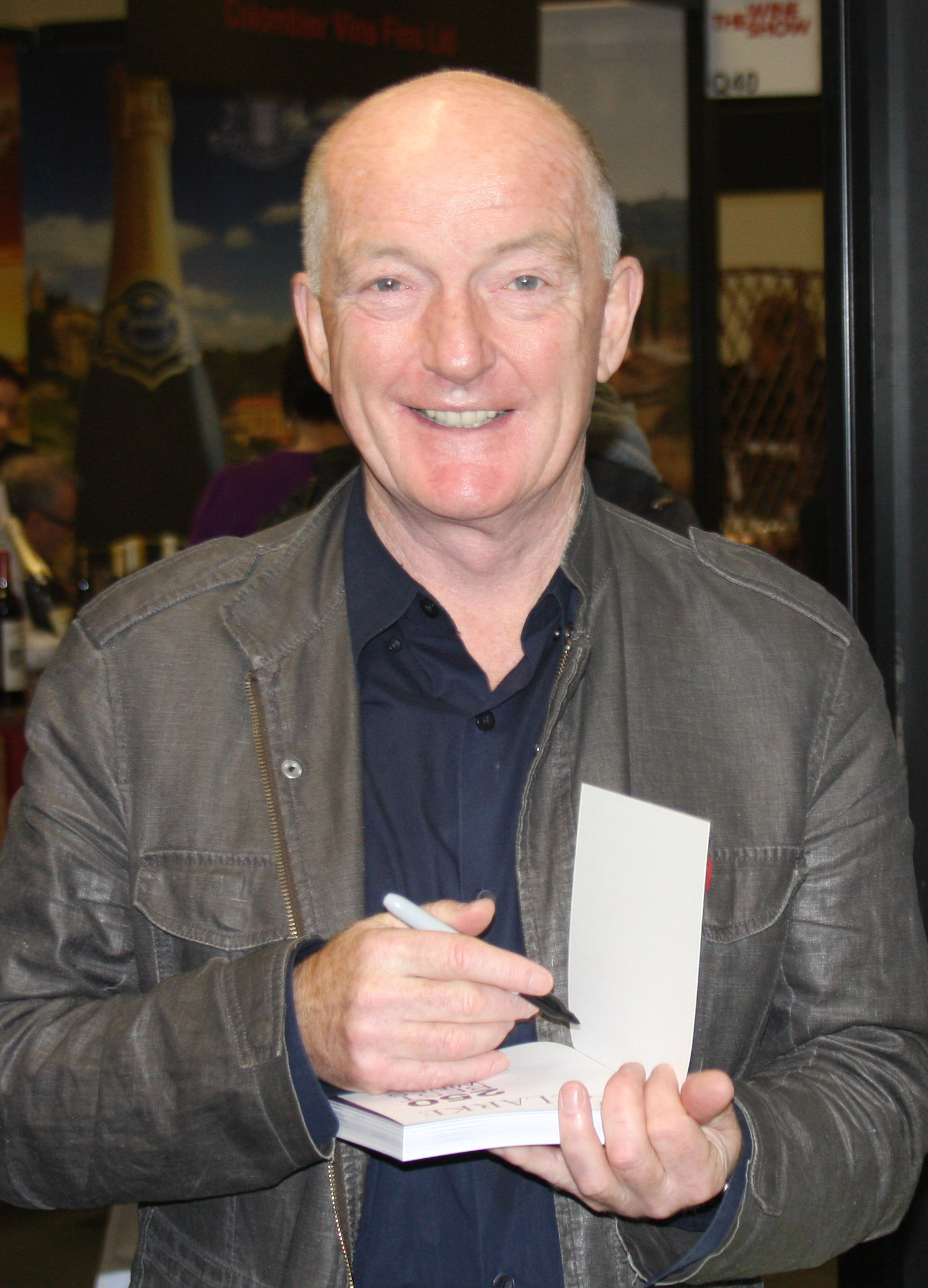
Oz Clarke im November 2011

Robert Owen „Oz“ Clarke (* 1949, England) ist ein britischer Schauspieler, Weinkritiker, Autor, TV- und Radio-Moderator.

## Karriere
Oz begann seine Karriere als Weinkritiker bereits früh zu Studienzeiten als Kapitän des Weinverkostungsteams der Universität Oxford. Danach war er zunächst als Schauspieler und Sänger aktiv, bevor er sich ab 1984 zunehmend dem Thema Wein widmete.
1995 entwickelte Oz den Microsoft Wine Guide auf CD-ROM, in welchem Bewertungen zu fast 6000 Weinen mit entsprechenden Landkarten enthalten waren. Dieser Microsoft Wine Guide wurde mehrfach ausgezeichnet. Ferner trat er regelmäßig als Moderator der BBC auf.
Ende 2006 strahlte die BBC die Staffel Oz and James's Big Wine Adventure, in der OZ als Weinexperte gemeinsam mit James May durch Frankreich reiste, aus. Ende 2007 wurde die zweite Staffel aus dem kalifornischen Weingebiet gesendet. Eine dritte Staffel, Oz and James Drink to Britain, die im Vereinigten Königreich gedreht wurde, erschien 2009.

## Filmographie (Auswahl)
- 1978  Superman
- 1980 Superman II – Allein gegen alle
- 1982 Das Kommando
- 1984 Much Ado About Nothing (TV-Produktion)
- 1997 Kavanagh QC (TV-Serie)
- 2007 Oz and James's Big Wine Adventure: Series 1 (TV-Serie)
- 2007 Oz and James's Big Wine Adventure: Series 2 (TV-Serie)
- 2009 Oz and James Drink to Britain (TV-Serie)

## Bibliographie
- The Essential Wine Book (1988), ISBN 978-0-670-80731-4
- Oz Clarke’s Wine Guide [vormals Webster's Wine Guide] (jährlich seit den späten 1980ern, ab 2008 umbenannt in Oz Clarke 250 Best Wines Wine Buying Guide), Ausgabe 2011: ISBN 978-1-86205-896-5
- Oz Clarke’s Pocket Wine Book (jährlich seit 1993) Pavilion Books (2007–heute) Ausgabe 2011: ISBN 978-1-86205-895-8
- Oz Clarke’s New Classic Wines, Simon & Schuster (1991), ISBN 978-0-671-69620-7
- Oz Clarke’s New Encyclopedia of French Wines, Simon & Schuster (1991), ISBN 978-0-671-72456-6
- Oz Clarke’s Australian Wine Companion, Little, Brown & Co (2004), ISBN 978-0-316-72874-4
- Clarke and Spurrier’s Fine Wine Guide, Little, Brown & Co (1998 und 2001), ISBN 978-0-316-64753-3
- Oz Clarke’s Encyclopedia of Wine, Little, Brown & Co (1999 und 2003), ISBN 978-0-316-85157-2
- Oz Clarke’s Introducing Wine, Little, Brown & Co (2000 und 2003), ISBN 978-0-316-85450-4
- Oz Clarke’s Wine Atlas, Little, Brown & Co/Pavilion Books (1995, 2002 und 2007), ISBN 978-1-86205-782-1
- Vinopolis World Wine Guide, Little, Brown & Co (1999), ISBN 978-0-316-85200-5
- Z Cards: Wine & Food Matcher, Wine Vintages. Wine Tasting, Wine Finder (2001)
- Oz Clarke’s Grapes and Wines: A Guide to Varieties and Flavours, by Oz Clarke & Margaret Rand (2001, 2003, 2008), ISBN 978-1-86205-835-4
- Sainsbury’s Book of Wine, Sainsbury's (1987), ISBN 978-1-870604-00-0
- Sainsbury’s Regional Wine Guides Series, Sainsbury's (1988)
- Sainsbury’s Pocket Wine Guide, Sainsbury's (1993)
- Oz Clarke’s Wine Companion to... – Bordeaux, Tuscany, Burgundy, California (1997)
- Microsoft Wine Guide (1995–2002, CD-ROM)
- Oz and James’s Big Wine Adventure, mit Julie Arkell, BBC Books (2006), ISBN 978-0-563-53900-1
- Oz Clarke Bordeaux, Pavilion Books (2006), ISBN 978-1-86205-830-9
- Oz Clarke: Pocket Wine Book 2008 Pavilion Books (2007), ISBN 978-1-86205-780-7
- Oz and James Drink to Britain, mit James May, Pavilion Books (2009), ISBN 978-1-86205-846-0
- Oz Clarke: Pocket Wine Book 2010 Pavilion Books (2009), ISBN 978-1-86205-863-7
- Oz Clarke: 250 Best Wines 2010 Pavilion Books (2009), ISBN 978-1-86205-866-8
- Oz Clarke: 250 Best Wines 2011 Pavilion Books (2010), ISBN 978-1-86205-896-5
- Oz Clarke: 250 Best Wines 2012 Pavilion Books (2011), ISBN 978-1-86205-920-7
- Oz Clarke: Pocket Wine Book 2014 Pavilion Books (2013), ISBN 978-1-909108-61-5
- Oz Clarke: Grapes & Wines with Margaret Rand, Pavilion Books (2014), ISBN 978-1-909108-62-2
- Oz Clarke: The History of Wine in 100 Bottles, Pavilion Books (2015), ISBN 978-1-909815-49-0
- Oz Clarke Wine A-Z (2015), ISBN 978-1-910496-55-8

## Auszeichnungen (Auswahl)
- Jüngster britischer Weinverkoster des Jahres, 1973
- Kapitän des Gewinnerteams der England Wine Tasters, 1980
- World Wine Tasting Championship Gewinner, 1982
- Le Prix Lanson 1997 (Wine Guide CD-ROM)
- Le Prix du Champagne Lanson Special Millennium Award 1999
- Jacob’s Creek Silver Ladle 1999 (Wine Guide CD-ROM)
- Le Prix Lanson Weinbuch des Jahres 2002 (Grapes & Wines)
- International Wine Challenge Personality of the Year Award 2009 (Oz Clarke und James May)
- Officier de l’Ordre du Mérite agricole 2010